# Iyaz
Keidran Jones, mest känd under sitt artistnamn Iyaz, född 1987 i Tortola, Brittiska Jungfruöarna i en musikalisk familj. Iyaz blev först upptäckt av Sean Kingston på MySpace år 2008. Året därefter släppte Iyaz sin första singel "Replay" som blev en stor hit.

## Diskografi

### Studioalbum
- 2010 – Replay
- 2016 – Aurora

### Singlar
- 2009 – "Replay" [2]
- 2010 – "Solo"
- 2010 – "So Big"
- 2010 – "Bulletproof"
- 2011 – "Pretty Girls"
- 2014 – "One Million"
- 2015 – "Alive" (med Nash Overstreet)